# Jałyszów
Jałyszów (ukr. Ялишів) – wieś na Ukrainie w rejonie baranowskim obwodu żytomierskiego.